# 一つ山古墳
一つ山古墳（ひとつやまこふん）は、兵庫県宍粟市一宮町安黒にある古墳。形状は円墳。兵庫県指定史跡に指定されている。

## 概要
兵庫県中部、揖保川上流域の東岸、伊和神社の南西約400メートルの位置に築造された古墳である。現在までに墳丘裾が削平を受け、墳頂には三角点が設置されているほか、これまでに発掘調査は実施されていない。
墳形は円形で、長径22メートル・短径18メートル・高さ3メートルを測る。墳丘表面では直径10センチメートル程度の川原石による葺石が認められる。埋葬施設は明らかでない。築造時期は古墳時代中期の5世紀中葉頃と推定される。揖保川上流域において吉島古墳（たつの市新宮町吉島、3世紀後半頃）から一つ山古墳までの間の時期の古墳は知られていないため、当地域の開発を物語るとして重要視される古墳になる。
古墳域は1971年（昭和46年）に兵庫県指定史跡に指定されている。

## 文化財

### 兵庫県指定文化財
- 史跡
  - 一つ山古墳 - 所有者は伊和神社。1971年（昭和46年）4月1日指定[2]。